# Edgar Hovhannisyan
Edgar Hovhannisyan (russisk: Эдга́р Серге́евич Оганеся́н tr. Edgar Sergejevitj Oganesjan ; armensk: Էդգար Սերգեյի Հովհաննիսյան tr. Edgar Sergeyi Hovhannisyan ; født den 14. januar 1930 i Jerevan i Transkaukasiske SFSR (nuværende Armenien) i Sovjetunionen, død 28. december 1998) var en armensk/sovjetisk komponist, professor og lærer.
Hovhannisyan studerede komposition på Jerevan Musikkonservatorium hos Gregori Egiazaryan, og senere på Moskva musikkonservatorium hos Aram Khatjaturjan. Han skrev tre symfonier, orkesterværker, kammermusik, scenemusik, balletmusik, filmmusik etc. Hovhannisyan var administrator og lærer og professor i komposition på Jerevan Musikkonservatorium. 

## Udvalgte værker
- Symfoni nr. 1 (1957) - for orkester
- Symfoni nr. 2 (1982) - for sopran, kor og orkester
- Symfoni nr. 3 (1983) - for slagtøj og strygeorkester
- "Koreografisk" Sinfonietta (1965) - for orkester